# Erythrogonia imitatricula
Erythrogonia imitatricula är en insektsart som först beskrevs av Jacobi 1905.  Erythrogonia imitatricula ingår i släktet Erythrogonia och familjen dvärgstritar. Inga underarter finns listade i Catalogue of Life.